# Visar Ymeri

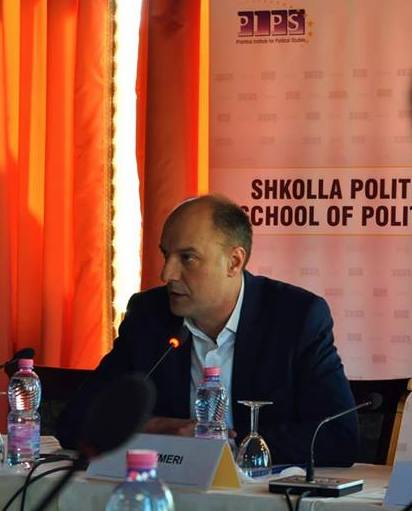
Visar Ymeri

Visar Ymeri [ˌviˈsaɾ ˌyˈmɛˌɾi] (* 11. Oktober 1973 in Priština, Sozialistische Föderative Republik Jugoslawien) ist ein kosovarischer Politiker. Vom 1. März 2015 bis Ende Januar 2018 bekleidete er den Vorsitz von Lëvizja Vetëvendosje! (VV), der zweitgrößten Partei im Parlament der Republik Kosovo. Seitdem ist Albin Kurti Parteivorsitzender.

## Studium und Ausbildung
Visar Ymeri absolvierte zuerst einige Module in Medienwissenschaft, Philosophie, Literatur und Politik am City and Islington College in Islington (London), ehe er Soziologie an der Universität Prishtina studierte. Danach arbeitete er zunächst etwa zwei Jahre lang als Journalist beim Hauptstädter Fernsehsender Kohavision, wo er zeitweise auch stellvertretender Redakteur war. Bis 2008 war er auch beim Kosovarischen Pensionsfonds tätig.

## Politische Laufbahn
Ymeris politische Laufbahn ist eng mit der Geschichte der Vetëvendosje verbunden. Seit Beginn ihrer Aktivitäten sympathisierte Ymeri mit dieser anfänglich als Bürger- und Studenteninitiative auftretenden Bewegung. 2010/2011 schaffte sie dann als politische Partei den Einzug ins Parlament, wo auch Ymeri als deren Mitglied selber mit 6892 Stimmen ins Parlament gewählt wurde. Sein Parteikollege und damalige Parteivorsitzende Albin Kurti erhielt damals zum Vergleich 58.467 Stimmen. In den nächsten Jahren erfolgte ein rasanter Aufstieg Ymeris in die höchsten Organe der Partei. Gleich nach seiner Wahl als Parlamentsabgeordneter wurde er Fraktionsvorsitzender der Vetëvendosje. Bei der Parlamentswahl 2014 war Ymeri der Abgeordnete mit den zweitmeisten Stimmen (29.648) der Vetëvendosje nach Kurti (63.602).
Fraktionsvorsitzender war Ymeri bis zum 1. März 2015, als er Kurti als Parteivorsitzenden ablöste. Bei der Wahl des Parteivorsitzenden der Vetëvendosje war er der einzige Kandidat und erhielt so 97,42 % der Stimmen.

## Filmografie
Visar Ymeri spielte beim knapp 50-minütigen Dokumentarfilm Newborn aus dem Jahr 2011 sich selber. Auch in Das Gewicht der Ketten wird er einige Male interviewt.